# São João de Loure
São João de Loure é uma povoação portuguesa do Município de Albergaria-a-Velha que foi sede da extinta Freguesia de São João de Loure, freguesia que tinha 10,90 km² de área e 2 009 habitantes (2011), e, por isso, uma densidade populacional de 184,3 hab/km².
A freguesia de São João de Loure foi extinta (agregada) em 2013, no âmbito de uma reforma administrativa nacional, tendo sido agregada à freguesia de Frossos, para formar uma nova freguesia denominada São João de Loure e Frossos da qual é sede.

## Descrição
A freguesia era constituída pelos lugares de Loure, Castelo, Azenhas, Casais, Salgueiral, Pinheiro e São João de Loure. A meio da localidade passa a auto-estrada A1.
S. João de Loure estende-se ao longo do rio Vouga na sua margem direita, entre Alquerubim e Frossos.
É constituída por uma vasta zona ribeirinha, onde predominou a agricultura de subsistência.
É atravessada por uma estrada que liga os concelhos de Estarreja e Albergaria-a-Velha aos de Águeda e Aveiro. Para isso, foi necessário construir três pontes metálicas que atravessam o rio Vouga e dois dos seus braços.
A partir desta estrada, a povoação ergue-se em várias encostas suaves que não vão além dos 80 metros de altitude, sendo os pontos mais elevados o Cabeço de S. Silvestre e o Vale da Silva.

## História
Esta freguesia é de origem alto-medieval. Em tempos mais recentes as religiosas do Convento de Jesus de Aveiro apresentavam o reitor.

## População
| Número de habitantes | Número de habitantes | Número de habitantes | Número de habitantes | Número de habitantes | Número de habitantes | Número de habitantes | Número de habitantes | Número de habitantes | Número de habitantes | Número de habitantes | Número de habitantes | Número de habitantes | Número de habitantes | Número de habitantes |
| -------------------- | -------------------- | -------------------- | -------------------- | -------------------- | -------------------- | -------------------- | -------------------- | -------------------- | -------------------- | -------------------- | -------------------- | -------------------- | -------------------- | -------------------- |
| 1864                 | 1878                 | 1890                 | 1900                 | 1911                 | 1920                 | 1930                 | 1940                 | 1950                 | 1960                 | 1970                 | 1981                 | 1991                 | 2001                 | 2011                 |
| 2.008                | 1.765                | 1.866                | 1.874                | 1.912                | 1.893                | 1.719                | 1.816                | 1.926                | 2.029                | 1.994                | 2.246                | 2.285                | 2.152                | 2.009                |

No censo de 1864 figura como Loure
| Distribuição da População por Grupos Etários | Distribuição da População por Grupos Etários | Distribuição da População por Grupos Etários | Distribuição da População por Grupos Etários | Distribuição da População por Grupos Etários | Distribuição da População por Grupos Etários | Distribuição da População por Grupos Etários | Distribuição da População por Grupos Etários | Distribuição da População por Grupos Etários | Distribuição da População por Grupos Etários |
| -------------------------------------------- | -------------------------------------------- | -------------------------------------------- | -------------------------------------------- | -------------------------------------------- | -------------------------------------------- | -------------------------------------------- | -------------------------------------------- | -------------------------------------------- | -------------------------------------------- |
| Ano                                          | 0-14 Anos                                    | 015-24 Anos                                  | 25-64 Anos                                   | < 65 Anos                                    |                                              | 0-14 Anos                                    | 015-24 Anos                                  | 25-64 Anos                                   | < 65 Anos                                    |
| 2001                                         | 369                                          | 321                                          | 1112                                         | 350                                          |                                              | 17,1%                                        | 14,9%                                        | 51,7%                                        | 16,3%                                        |
| 2011                                         | 304                                          | 225                                          | 1 064                                        | 416                                          |                                              | 15,1%                                        | 11,2%                                        | 53,0%                                        | 20,7%                                        |

## Património
- A Igreja Matriz, do título de São João Baptista, foi reconstruída por volta de 1688,substituído outra do século XII, cujo local não se pode identificar com rigor. No monumento destaca-se a talha dourada dos séculos XVII e XVIII e os caixotões do forro pintados com cenas da vida dos Apóstolos, os retábulos existentes no interior e algumas peças de prata dourada.
- Cruzeiro datado do século XVII (alterado)
- Capela de São Silvestre e ermida de Santa Cristina
- Ponte de Ferro - Inaugurada em 1908, resta agora apenas um memorial com partes desta na margem do Rio Vouga. Devido ao avançado estado de degradação e ao facto de o tabuleiro ser demasiado estreito para suportar com segurança o tráfego nos dois sentidos, foi destruída e em seu lugar construída uma nova ponte de betão
- Capelas de Santa Ana e de São Miguel
- Leão gótico
- Pelourinho de Pinheiro
- Casa brasonada

## Património Natural
- Margens do rio Vouga

## Actividades Económicas
É um povoado essencialmente agrícola dedicando-se a esta actividade e à pecuária. Tem também indústrias de confecções, panificação serralharia e comércio.

## Festas e Romarias
- Nas margens do rio Vouga festeja-se o São João – 24 de Junho
- A Senhora do Livramento (Monte de S. Silvestre) – segundo Domingo de Agosto
- S. Miguel (Pinheiro) – 29 de Setembro
- Santa Ana e São Joaquim (Salgueiral e Azenhas) – 26 de Julho
- S. Bartolomeu e St.ª Luzia (Loure) – 24 de Agosto

## Gastronomia
Papas de abóbora e carolos de milho.

## Equipamento Social e Escolar
- Clínica Privada
- Escola Básica de S. João de Loure
- Farmácia "Vida"
- 2 Jardins de Infância da rede pública
- Parque desportivo na Quinta do Agro
- Pavilhão Polidesportivo no monte de S. Silvestre
- Piscina Municipal de S. João de Loure

## Associações e Coletividades
- Banda Velha União Sanjoanense
- Banda Recreativa e Cultural União Pinheirense
- Associação dos Amigos das Escolas, Cultura e Recreio de Loure
- "CRECUS" Clube Recreativo e Cultural União Sanjoanense
- "A ESPIGA" - Associação cultural e desportiva.
- "CANTICIS" - Associação Grupo de Cantares de São João de Loure

## Artesanato
- Cestaria